# Ferrocarril de Stert y Westbury

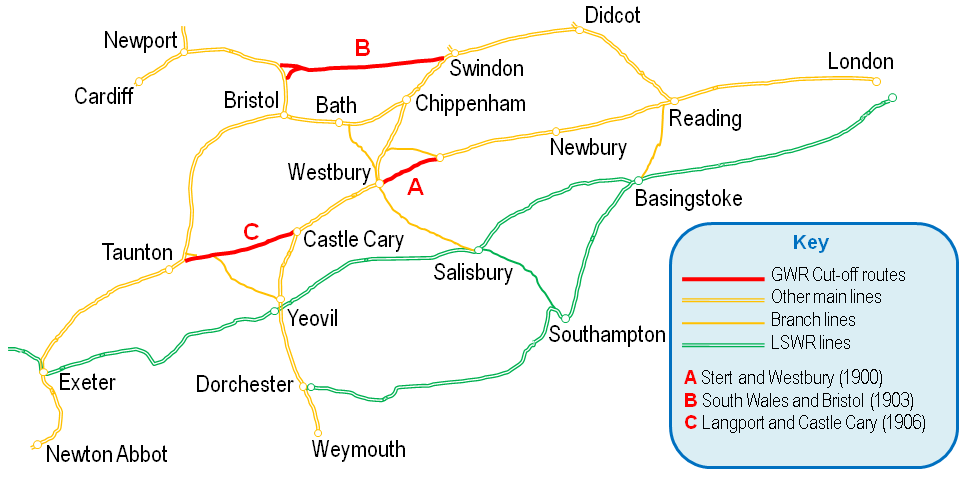
Atajos del GWR hacia el oeste
Stert y Westbury marcado con "A"

El Ferrocarril de Stert y Westbury (nombre original en inglés: Stert and Westbury Railway) fue inaugurado por la Compañía del Great Western Railway en 1900 en Wiltshire, Inglaterra, y sirvió para acortar la distancia del trayecto ferroviario entre la Estación de Paddington y la Estación de Weymouth. También pasóa formar parte desde 1906 de la Línea de Reading a Taunton, que a su vez permitió reducir la longitud del trayecto ferroviario desde Londres hasta Penzance.

## Historia
El Great Western Railway (GWR) había abierto su línea principal entre la Estación de Paddington en Londres y la Estación de Temple Meads de Bristol en 1841. Se extendió hacia el oeste a través de Taunton y sus trenes alcanzaron Penzance en 1867. Otra ruta salía de la línea principal en Thingley Junction, al oeste de Chippenham,  llegó hacia el sur hasta Westbury en 1848 y se extendió a Weymouth en 1857. Ambas líneas transportaban trenes que conectaban con barcos, desde las islas del Canal en Weymouth y desde América en Plymouth. Pero el GWR también era despectivamente denominado el "Great Way Round" (Gran Camino Alrededor) porque sus rutas a estos lugares eran más largas que las de su rival, el Ferrocarril de Londres y del Suroeste.
En 1895, el GWR comenzó a trabajar en la colocación de una segunda vía en el Ferrocarril de Berks y Hants, que formaba parte de una ruta hacia el oeste desde Reading a Devizes, y en la construcción de la línea de Stert y Westbury que conectaría la línea de Berks y Hants con Westbury. La nueva línea estuvo lista para el tráfico de mercancías el 29 de julio de 1900 y los trenes de pasajeros comenzaron a utilizarla el 1 de octubre. Con una longitud de 14 millas 35 cadenas (22,5 km), el nuevo trazado permitió reducir la distancia de Paddington a Westbury y a Weymouth en 14,24 millas (22,9 km). Desde el 2 de julio de 1906, la línea también transportaba trenes de Paddington a Penzance debido a la apertura del Ferrocarril de Langport y Castle Cary, que acortó este viaje en 20,25 millas (32,6 km).
La estación de Westbury se había reconstruido en 1899 en preparación para los trenes adicionales y más tarde se agregaron dos vías para permitir que los trenes sin paradas evitaran el área congestionada de la estación. En 1933, una conexión de la línea de Stert recorrió una nueva ruta hacia el este de la estación y se reincorporó a la línea principal a cierta distancia hacia el oeste. Se abrió otra conexión en 1942 para permitir que los trenes en dirección oeste de la línea de Stert circularan directamente hacia el norte en dirección Chippenham o Bristol, una de las muchas líneas de conexión cortas construidas alrededor de la red durante la Segunda Guerra Mundial.
El GWR fue nacionalizado el 1 de enero de 1948 para convertirse en la Región Oeste de los British Railways. Los trenes de pasajeros locales se retiraron de la línea el 18 de abril de 1966, pero aún forma un enlace importante en Línea de Londres a Penzance y transporta tráfico de mercancías desde las canteras de Mendip Hills hacia las terminales de Londres y del sureste. La curva de 1942 en Westbury también permite que se use como una ruta de desvío cuando la Línea Principal del Great Western a través de Swindon está bloqueada.

## Estaciones
A menos que se indique lo contrario, todas las estaciones estuvieron abiertas para el tráfico de pasajeros desde el 29 de julio de 1900 hasta el 18 de abril de 1966. Los edificios de la estación se construyeron con ladrillos y todas las estaciones tenían un puente peatonal cubierto para unir los andenes (excepto Westbury, donde se dispuso un paso subterráneo).

### Patney y Chirton
Cuando el Ferrocarril de Extensión de Berks y Hants se abrió en 1862, la estación más cercana a Patney estaba en Woodborough. Con la construcción de la línea de Stert, se dispuso de una nueva estación de conexión al norte del pueblo y se abrió para los pasajeros el 29 de julio de 1900. Conocida inicialmente como 'Patney Bridge', pronto se cambió para evitar confusiones con la Estación de Putney Bridge en Londres. Chirton es otro pueblo situado a corta distancia más allá de Patney. El edificio principal estaba junto al andén en dirección oeste, desde donde un camino conducía al pueblo. Al otro lado había un andén para dos vías con un edificio más pequeño; los trenes de Westbury usaban un lado del andén, y los que iban y venían de Devizes usaban el otro. Una caseta del enclavamiento estaba situada al oeste del andén principal y un pequeño haz de vías de mercancías estaba ubicado por detrás, pero no estuvo en uso hasta 1904.
Un ejercicio de entrenamiento militar en 1909 impulsó la construcción de un cuarto andén. Este 'andén militar' de 600 pies (182,9 m) estaba al norte de la estación principal y tenía su propia vía de acceso. Se dejó de usar en la década de 1950. El patio de mercancías cerró el 19 de mayo de 1964 y la estación no tuvo personal desde noviembre de 1965. La caseta de señales se cerró en 1966 y la estación fue demolida poco después, y solo queda la pasarela.

### Lavington
Esta estación estaba situada donde la línea pasaba cerca de Littleton Panell en un terraplén, pero su nombre hacía referencia a dos comunidades más grandes: Market Lavington y West Lavington. El edificio principal estaba en el andén en dirección oeste y se construyó una sala de espera en la dirección este. El patio de mercancías (en uso desde el 29 de julio de 1900) estaba al suroeste de la estación y la caseta de señales oeste estaba enfrente. Una segunda caseta de señales en el lado sur de la línea estuvo abierta desde aproximadamente 1903 hasta 1914, cuando se retiró para permitir que se alargaran los andenes. La primera caseta de señales se mantuvo para uso ocasional después de que la estación cerró hasta 1979. El patio de mercancías cerró el 3 de abril de 1967 y ahora un depósito de chatarra ocupa su lugar.
La estructura de ingeniería más grande de la línea es el viaducto de ladrillos de Lavington. Situado 1,4 millas (2,3 km) al este de la estación, tiene una longitud de 120 yardas (109,7 m) y una altura de hasta 40 pies (12,2 m).

### Edington y Bratton

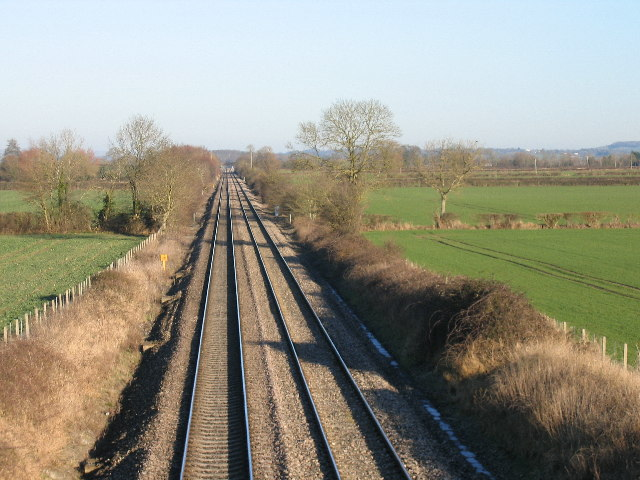
Entorno de la estación de Edington y Bratton

La estación de Edington se abrió al tráfico de mercancías el 29 de julio de 1900, un mes antes de que se permitiera el uso de la línea a los trenes de pasajeros. El pueblo de Bratton está a unos 1,5 millas (2 km) de distancia.
En el andén en dirección oeste se encontraba un edificio de ladrillo que contenía las instalaciones principales y que servía de refugio de espera para los pasajeros que viajaban hacia el este. El patio de mercancías estaba al oeste del edificio principal. Los trenes de pasajeros ya no se detenían después del 3 de noviembre de 1952 y los edificios fueron demolidos, pero el cobertizo de mercancías y el patio permanecieron abiertos al tráfico hasta el 25 de marzo de 1963. El sitio ahora es un polígono industrial.

### Westbury

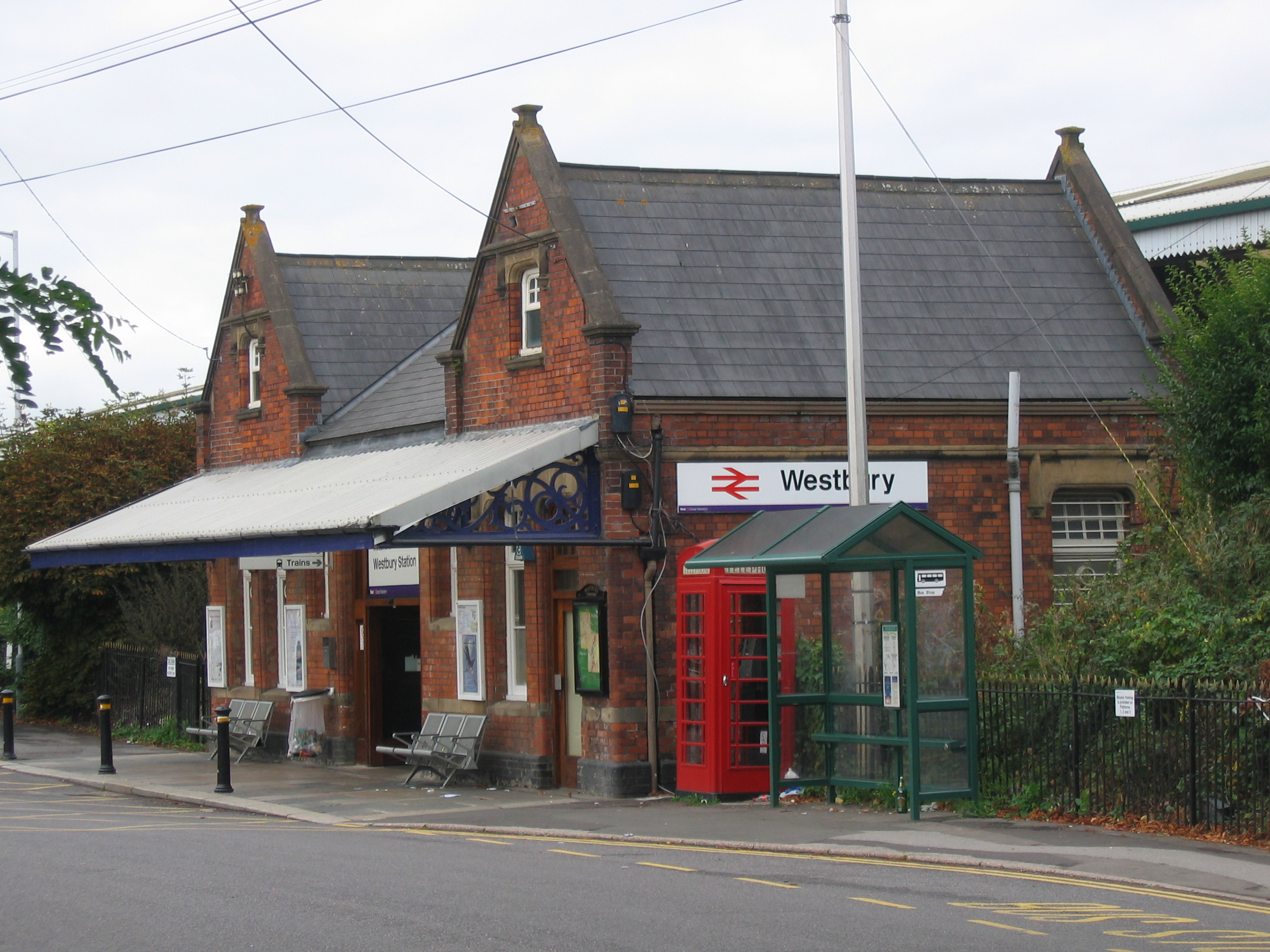
La estación de Westbury fue reconstruida en 1899, acondicionada para la nueva línea

La estación de Westbury abrió el 5 de septiembre de 1848 como el término de la línea procedente de Chippenham. Las vías se prolongaron hacia Weymouth y Salisbury y todas fueron atendidas por la misma estación pequeña con una cubierta de madera sobre los andenes. En 1899 se reconstruyó con dos andenes de 600 pies (182,9 m), cada uno servido por dos vías. Las oficinas de la estación estaban al nivel de la carretera en el lado este de la estación, y el acceso a los andenes se realizaba mediante un paso inferior. En 1984, la vía situada más al este quedó fuera del uso de pasajeros, pero en 2013 el Organismo de Transporte Local de Swindon y Wiltshire dio prioridad a su reapertura con un costo estimado de 5,4 millones de libras. Aunque el depósito de locomotoras desapareció hace mucho tiempo, la estación sigue siendo un punto concurrido de la red, con amplios patios de mercancías. Una caseta de señales situada al norte de la estación se abrió en 1984 y controla toda el área de Westbury y 38 millas (61,2 km) de la línea principal desde el este de Lavington hasta Somerton.